# Amanda Hopmans
Amanda Hopmans (ur. 11 marca 1976 w Goirle) – holenderska tenisistka.
W lutym 1994 roku otrzymała status profesjonalny. Była sklasyfikowana na 72. miejscu w rankingu singlowym WTA (1 listopada 1999). W tym samym roku osiągnęła najlepsze wielkoszlemowe rezultaty: drugą rundę w Wimbledonie i US Open. Miała szansę wygrać jeden turniej singlowy, w Warszawie, jednak przegrała pojedynek finałowy. Dwukrotnie była w półfinałach (Auckland 2000 i Prościejów 1999) i raz w ćwierćfinale (Budapeszt 1999). Raz w finale imprezy deblowej w Estoril w parze z Torrens-Valero. Reprezentantka Holandii w Pucharze Federacji w latach 1998–2001 oraz na Igrzyskach Olimpijskich w 2000 roku.
W tenisa zaczęła grać w wieku dziewięciu lat. Jej trenerem był Michael van den Berg. Preferowała nawierzchnię ziemną. Podziwiała Pete’a Samprasa. Była trzykrotną narodową mistrzynią Holandii.